# Robert II (comte de Clermont)
Pour les articles homonymes, voir Robert II, Robert III et Robert Dauphin d'Auvergne (homonymie).
Robert II ou III Dauphin, comte de Clermont est le 4e dauphin d'Auvergne (1273-1282).
Il est le fils de Robert Ier Dauphin, comte de Clermont, dauphin d'Auvergne et d'Alix de Ventadour,.
Son épouse fut Mahaut/Mathilde d'Auvergne (v. 1230 - 21 août 1280), descendante de Guillaume VIII, qui avait usurpé le comté d'Auvergne en 1155. Ils eurent pour fils aîné Robert III, dauphin d'Auvergne et comte de Clermont
Il fit hommage à Alphonse de Poitiers pour ses fiefs, en 1262. Il s'intitula lui-même dauphin d'Auvergne dans son testament en 1281 et mourut le 21 mars 1282. Père de Robert IV.